# جون د. ألدرسون
جون د. ألدرسون (بالإنجليزية: John D. Alderson)‏ هو محامي وسياسي أمريكي، ولد في 29 نوفمبر 1854 في سمرسفيل في الولايات المتحدة، وتوفي في 5 ديسمبر 1910. حزبياً، نشط في الحزب الديمقراطي. وقد انتخب عضو مجلس النواب الأمريكي.